# Therotingis
Therotingis is een geslacht van wantsen uit de familie van de Tingidae (Netwantsen). Het geslacht werd voor het eerst wetenschappelijk beschreven door Duarte Rodrigues in 2002.

## Soorten
Het genus is monotypisch en bevat alleen de volgende soort:

- Therotingis theroni Duarte Rodrigues, 2002